# 約翰遜縣 (愛荷華州)
約翰遜縣（英語：Johnson County）是美國愛荷華州東部的一個縣。面積1,614平方公里。根據美國2000年人口普查，共有人口111,006人。縣治愛荷華城 (Iowa City)。
成立於1837年。縣名以副總統理查德·门特·约翰逊 (曾任代表肯塔基州的眾議員、參議員)命名。
爱荷华大学（英語：The University of Iowa）位于本县。